# Imperial (álbum)
Imperial es el segundo álbum de estudio del rapero estadounidense Denzel Curry. Fue publicado originalmente el 9 de marzo de 2016 de manera gratuita, a través de descarga digital y la cuenta de SoundCloud del rapero. El álbum incluye las colaboraciones de Rick Ross, Joey Bada$$, Twelve'len y Nell.
Tuvo un relanzamiento oficial el 14 de octubre de 2016 a través de Loma Vista, incluyendo las canciones nuevas «Me Now» y «Good Night», que reemplazaron a «Narcotics» y «Pure Enough».

## Concepto
Luego de publicar el EP doble 32 Zel/Planet Shrooms en junio de 2015, Curry estuvo trabajando con el productor Ronny J de manera más constante, sentando las bases para las canciones presentes en Imperial. Siguiendo la tendencia de sus álbumes previos, hay letras sobre sus vivencias en Carol City yuxtapuestos con pasajes musicales intensos.
Aún lidiando con la muerte de su hermano y un reciente quiebre amoroso, Curry expresó en una entrevista retrospectiva no haber canalizado de manera correcta sus emociones, ejemplificando a la introductora «ULT» como una demostración de agresividad. Sobre «This Life», Curry lo describe como su canción favorita del álbum, debido al valor sentimental que representan las letras.
En una entrevista con Passion of the Weiss, Curry expresaba que escuchar canciones de Tupac Shakur fue crucial al momento de estructurar el álbum. Una vez fue firmado por Loma Vista Recordings, el rapero detalla haber recibido control de sus masters y libertad creativa. Para la reedición, la lista de canciones tuvo que ser revisada, comentando que una de las canciones nuevas fue originalmente pensado para su siguiente proyecto, Taboo.

## Recepción

### Crítica
De manera inicial, el álbum obtuvo reseñas positivas, con algunos comentarios sobre la diversidad vocal de Curry. La reseña de Brooklyn Russell para Pretty Much Amazing describe a Curry como un “joven artista que intenta dar sentido a una sociedad enferma en la Era de la información”. Su contenido lírico también fue destacado, nombrando a «Narcotics» como una demostración de los estereotipos raciales y culturales en el país, «Story: No Title» sobre la religión organizada y «This Life» con sus menciones a la vida industrializada.

### Reconocimientos
| Publicación | Lista                                 | Posición | Ref.   |
| ----------- | ------------------------------------- | -------- | ------ |
| AllMusic    | Favorite Rap & Hip-Hop Albums of 2017 | N/A      | [ 14 ] |

## Lista de canciones
| Primera edición |                                           |                               |          |  |
| N.º             | Título                                    | Productor(es)                 | Duración |  |
| 1.              | «ULT»                                     | Ronny J · Nick Leon · FNZ     | 4:07     |  |
| 2.              | «Gook»                                    | Ronny J · FNZ · Lino Martinez | 2:46     |  |
| 3.              | «Sick & Tired»                            | Ronny J · FNZ                 | 4:02     |  |
| 4.              | «Knotty Head» (con Rick Ross)             | FNZ · Ronny J                 | 4:34     |  |
| 5.              | «Narcotics»                               | Budd Dwyer · Lino Martinez    | 3:31     |  |
| 6.              | «Story: No Title»                         | Promnite · Lino Martinez      | 2:49     |  |
| 7.              | «Pure Enough»                             | Ronny J · FNZ                 | 3:48     |  |
| 8.              | «Zenith» (con Joey Bada$$)                | Freebase · Ronny J · FNZ      | 4:03     |  |
| 9.              | «This Life»                               | Ronny J · FNZ                 | 3:27     |  |
| 10.             | «If Tomorrow's Not Here» (con Twelve’len) | Steve Lacy                    | 5:35     |  |
| 38:42           |                                           |                               |          |  |

| Relanzamiento |                                           |                                  |          |  |
| N.º           | Título                                    | Productor(es)                    | Duración |  |
| 1.            | «ULT»                                     | Ronny J · Nick Leon · FNZ        | 4:07     |  |
| 2.            | «Gook»                                    | Ronny J · FNZ · Lino Martinez    | 2:46     |  |
| 3.            | «Sick & Tired»                            | Ronny J · FNZ                    | 4:02     |  |
| 4.            | «Knotty Head» (con Rick Ross)             | FNZ · Ronny J                    | 4:34     |  |
| 5.            | «Me Now»                                  | DJ Dahi · BloodPop · Frank Dukes | 4:39     |  |
| 6.            | «Story: No Title»                         | Promnite · Lino Martinez         | 2:49     |  |
| 7.            | «This Life»                               | Ronny J · FNZ                    | 3:27     |  |
| 8.            | «Zenith» (con Joey Bada$$)                | Freebase · Ronny J · FNZ         | 4:03     |  |
| 9.            | «Good Night» (con Nell y Twelve’len)      | FNZ                              | 3:56     |  |
| 10.           | «If Tomorrow's Not Here» (con Twelve’len) | Steve Lacy                       | 5:35     |  |
| 39:58         |                                           |                                  |          |  |

| Edición japonesa – bonus track |                                                      |               |          |  |
| N.º                            | Título                                               | Productor(es) | Duración |  |
| 11.                            | «Knotty Head (UK Remix)» (con Rick Ross y AJ Tracey) | FNZ · Ronny J | 4:07     |  |
| 44:05                          |                                                      |               |          |  |

Notas1. 

Créditos de samples
- «ULT» contiene un sample de «Sweet Nothin's» (1959) por Brenda Lee, y «What You Will See (Heavenly Garden)» (2012) de la banda sonora de Tekken Tag Tournament 2.
- «Narcotics» contiene un sample de «Fuck tha Police» (1988) por N.W.A, extractos del documental The Murder of Fred Hampton y entrevistas a Malcolm X (1964) y Tupac Shakur (1994).
- «Story: No Title» contiene un sample de «Crash Goes Love (Yell Apella)» (1984) por Loleatta Holloway.
- «If Tomorrow's Not Here» contiene samples de «Deixe estar como está» (1971) por Os Selvagens y de una escena de The Shawshank Redemption (1994).

## Créditos y personal
Adaptados desde AllMusic.
- Denzel Curry – Artista principal, composición, dirección de arte, productor ejecutivo.
- Ronald Spence, Jr (Ronny J) – Composición, producción, productor ejecutivo.
- Rees Escobar – A&R, dirección de arte.
- Mark Maturah (Lower East Coast) – A&R, productor ejecutivo.
- Miami Zine Machine – Arte.
- Louie Arson – Corte.
- Devin Christopher – Dirección de arte, fotografía.
- Nate Burgess – Ingeniero, mezcla.
- Shi Wun – Ingeniero.
- Chris Gehringer – Masterización.
- Robert Marks – Mezcla.
- Lavares Joseph (Twelve'len) – Artista invitado, composición, skit (3).
- William Roberts (Rick Ross) – Artista invitado, composición.
- Jo-Vaughn Virginie (Joey Bada$$) – Artista invitado, composición.
- Darnell Butler (Nell) – Artista invitado, composición.
- DJ Chief Pound – Skit (3).
- Lino Martínez – Composición, producción adicional.
- Michael Mule, Isaac de Boni (Finatik N Zac) – Mezcla, producción, productor asociado.
- Steve Lacy – Composición, producción, voces adicionales.
- Nicholas Leone (Nick Leon) – Composición, producción.
- Adam Feeney (Frank Dukes) – Composición, producción.
- Paul Sledge (Promnite) – Composición, producción.
- Curry Valencia (Freebase) – Composición.
- BloodPop – Producción.
- DJ Dahi – Producción.
- Steven A. Clark – Voces (10).
- Jabril Kenan (J. K. the Reaper) – Voces (10).

## Historial de lanzamiento
| Región | Fecha                 | Formato                      | Edición         | Discográfica    | Ref.   |
| ------ | --------------------- | ---------------------------- | --------------- | --------------- | ------ |
| Mundo  | 9 de marzo de 2016    | Descarga digital · streaming | Primera edición | C9              | [ 3 ]  |
| Mundo  | 14 de octubre de 2016 | Descarga digital · streaming | Reedición       | PH · Loma Vista | [ 16 ] |
| Mundo  | 27 de enero de 2017   | CD · LP                      | Reedición       | PH · Loma Vista | [ 17 ] |